# Hersúa
Manuel Hernández Suárez  (Ciudad Obregón, 20 de junio de 1940), conocido por su nombre artístico Hersúa, es un escultor mexicano. Destacó por su participación en la primera etapa del Espacio Escultórico de la Ciudad Universitaria de la Universidad Nacional Autónoma de México (UNAM).

## Biografía
Cursó la carrera de pintura en la entonces Escuela Nacional de Artes Plásticas de la UNAM, iniciando en 1968. En esa época fundó el grupo de experimentación visual Arte Otro. Además de su labor artística, mantuvo por décadas una postura crítica hacia el gobierno. En 1979 participó en la planeación del Espacio Escultórico de la UNAM, en donde -según Juan Acha- planeó el gran círculo concéntrico de ferrocemento y lava volcánica, de cerca de 142 metros de diámetro, si bien la autoría del espacio fue considerada colectiva. En 1986 Hersúa hizo una huelga de hambre para evitar la construcción de un hotel en el terreno que ocupó el Hotel Regis, por lo que fue encarcelado pero el proyecto fue cancelado.

## Obra
- 1980 - Ave dos. Espacio Escultórico de la Ciudad Universitaria de la UNAM.
- 1986 - Ovi. Jardín del Museo de Arte Moderno de México.
- 1988 - Henned. Parque Australiano ¨Mount Penang¨
- 1989 - Frida. Santiago de Cuba